# Medvedjek (gmina Trebnje)
Medvedjek – wieś w Słowenii, w gminie Trebnje. W 2018 roku liczyła 82 mieszkańców.